# 朝鮮民主主義人民共和国主席
朝鮮民主主義人民共和国主席（ちょうせんみんしゅしゅぎじんみんきょうわこくしゅせき）は、朝鮮民主主義人民共和国の国家元首。1972年に設置され、1998年に廃止された。通称は国家主席。

## 概要
1972年12月27日、最高人民会議第5期第1回会議において朝鮮民主主義人民共和国社会主義憲法（1972年憲法）が制定され、国家元首として朝鮮民主主義人民共和国主席の職が新設された。国家主席は憲法の規定によって国政の最高指導者としての権限を保障された。
翌日、朝鮮労働党中央委員会総書記・内閣首相であった金日成が国家主席に就任した。なお、国家主席職設置以前は、最高人民会議常任委員会委員長が形式上の朝鮮民主主義人民共和国の元首であったが、実権は労働党総書記兼首相にあった。同国の建国以来、国家主席職設置まで、金日成が一貫して首相の地位にあったため、金日成が最高権力者として国家を統治するという政治構造に変わりはなかったのである。

## 選出規定
最高人民会議によって選出され、再選制限は無かった。任期は1972年憲法では4年だったが、1992年の憲法改正で5年に改められた。

## 職責
1972年憲法では、行政・経済に至るあらゆる国家事業を指導し、軍の統帥権の掌握と朝鮮人民軍最高司令官・国防委員会委員長の兼務が保障されるなど、国家主席には強大な権限が付与されていた。しかし、1992年憲法では軍の統帥権が国家主席から国防委員長に委譲され、1993年4月9日に金正日が国防委員長に就任したことによって権力の分散が行われた。その結果、国家主席の権限は弱体化した。

## 歴代主席
| 代                                            | 肖像 | 国家主席 | 就任           | 退任                 |
| --------------------------------------------- | ---- | -------- | -------------- | -------------------- |
| 朝鮮民主主義人民共和国主席（1972年 - 1998年） |      |          |                |                      |
| 1                                             |      | 金日成   | 1972年12月28日 | 1994年7月8日（死去） |
| -                                             | 空席 | 空席     | 1994年7月8日   | 1998年9月5日         |

## 国家副主席
国家主席を補佐する官職として、国家主席と同時に1972年12月28日に設置。国家副主席は最高人民会議において、出席議員の過半数の賛成により選任される。国家主席から委任された職務を執行し、国家主席を欠く時は国家主席代理となっていた。1998年に国家主席制度の廃止とともに、国家副主席も廃止となった。

### 副主席の一覧
| 肖像                                            | 国家副主席 | 就任           | 退任           | 選出（最高人民会議）    | 政党           | 備考                                                 |
| ----------------------------------------------- | ---------- | -------------- | -------------- | ----------------------- | -------------- | ---------------------------------------------------- |
| 朝鮮民主主義人民共和国副主席（1972年 - 1998年） |            |                |                |                         |                |                                                      |
|                                                 | 崔庸健     | 1972年12月28日 | 1976年9月19日  | 第5期                   | 朝鮮労働党     | 最高人民会議常任委員会委員長を歴任。                 |
|                                                 | 康良煜     | 1972年12月28日 | 1982年4月5日   | 第5期 第6期 第7期       | 朝鮮社会民主党 | 金日成の大叔父。建国時の最高人民会議常任委員会書記。 |
|                                                 | 金東奎     | 1974年11月30日 | 1977年12月16日 | 第5期                   | 朝鮮労働党     | 金正日への権力継承に反対し、粛清される。             |
|                                                 | 金一       | 1976年4月29日  | 1984年3月9日   | 第5期 第6期 第7期       | 朝鮮労働党     |                                                      |
|                                                 | 朴成哲     | 1977年12月15日 | 1998年9月5日   | 第6期 第7期 第8期 第9期 | 朝鮮労働党     | 金日成の死後、国家主席の職務を代行した。             |
|                                                 | 林春秋     | 1983年4月7日   | 1988年4月27日  | 第7期 第8期             | 朝鮮労働党     |                                                      |
|                                                 | 李鐘玉     | 1984年1月27日  | 1998年9月5日   | 第7期 第8期 第9期       | 朝鮮労働党     |                                                      |
|                                                 | 金炳植     | 1993年12月11日 | 1998年9月5日   | 第9期                   | 朝鮮社会民主党 |                                                      |
|                                                 | 金英柱     | 1993年12月11日 | 1998年9月5日   | 第9期                   | 朝鮮労働党     | 金日成の弟。                                         |

## 国家主席の職権・任務

### 1972年憲法
- 国家の首班として、朝鮮民主主義人民共和国の国家主権を代表する。
- 中央人民委員会（国家主権の最高指導機関）の首班として、同委員会を直接指導する。
- 最高人民会議に対して政治上の責任を負い、朝鮮民主主義人民共和国副主席、中央人民委員会書記長、中央人民委員会委員、政務院総理（首相）、国防委員会副委員長の選出・罷免を最高人民会議に提議する。
- 政務院（内閣）会議の招集・指導。
- 朝鮮民主主義人民共和国の全般的武力の最高司令官、国防委員会委員長となり、国家の一切の武力を指揮・統率する。
- 最高人民会議法令・中央人民委員会政令・最高人民会議常設会議決定の公布、朝鮮民主主義人民共和国主席命令の発令。
- 特赦権の行使。
- 条約の批准・廃棄を行う。
- 外国からの外交使節の信任状と召喚状の接受。

### 1992年憲法
- 国家の首班として、朝鮮民主主義人民共和国を代表する。
- 中央人民委員会の首位として、同委員会を指導する。
- 最高人民会議に対して政治上の責任を負い、朝鮮民主主義人民共和国副主席、政務院総理の選出・罷免を最高人民会議に提議する。
- 政務院会議の招集・指導。
- 最高人民会議法令・最高人民会議常設会議決定・中央人民委員会政令及び決定の公布、朝鮮民主主義人民共和国主席命令の発令。
- 特赦権の行使。
- 条約の批准・廃棄の公布。
- 外国に駐在する外交代表の任命・召還を発表する。
- 外国からの外交使節の信任状と召喚状の接受。

## 歴史
国家主席職新設にいたった背景には、南北対話で金日成（内閣首相）のカウンターパートが韓国では大統領ではなく国務総理になってしまうこと、金日成の権力基盤が固まり朝鮮労働党へのそれまで以上の権力集中が不必要となったこと、などが考えられる。さらに朴正煕が南北共同声明直後、第四共和国憲法により維新体制を実現したことも、大きな影響を与えたとみられる。
国家主席創設後、金日成の権力基盤は自ら主宰する中央人民委員会へと移った。また朝鮮労働党では、金正日が組織指導部で活動を始めており、「党中央」と呼称されるようになり、党を基盤に権力掌握へと乗り出していく。その一方、外交・国防を含めた最高行政機関であった内閣は「政務院」に改組され、中央人民委員会の決定に従う行政執行機関へと変質した。
1972年12月27日に設置されて以来、金日成は1994年7月8日に死去するまでその職にあった。金日成の死後、国家主席は空席となり、憲法上の職務は国家副主席の朴成哲が代行したが、事実上の最高指導者としての地位は国防委員長の金正日が占めていた。
1998年9月5日の最高人民会議第10期第1回会議で憲法が改正され（1998年憲法）、国家主席制は廃止された。同憲法の序文には「金日成同志を永遠なる主席として高く戴き…」と明記され、国家主席をいわば永久欠番とし、それに代わる国家元首は明記されなかった。